# Theresienhütte
Die Theresienhütte (tschechisch: Tereziina chata) ist eine bewirtschaftete Schutzhütte auf dem 1083 m n.m. hohen Kleť (deutsch: Schöninger) im Blanský les (Blansker Wald) in Tschechien. Sie wurde am 4. Oktober 1925 neben dem bereits bestehenden Josefsturm feierlich eingeweiht. Ihr Erbauer war Jan Štepán aus České Budějovice. An dieser Stelle befand sich zuvor ein kleineres Gebäude, das als Unterkunft für Wildhüter diente. Die Baukosten der Theresienhütte betrugen damals rund 300.000 Tschechische Kronen. Der Baustil des Gebäudes lehnte sich an den vom Bergbauden im Riesen- und Isergebirge an. Das Erdgeschoss wurde in Stein und die erste Etage in Holz ausgeführt. Ihren Namen erhielt die Schutzhütte von der Prinzessin Theresa, der Ehefrau des Herzogs von Krumau, Jan Nepomuk II. von Schwarzenberg.